# Siganje
Síganje ali strídor so sikajoči in piskajoči šumi pri dihanju zaradi zožitev zgornjih dihalnih poti. Lahko gre za siganje med izdihom (ekspiracijski stridor) ali med vdihom (inspiracijski stridor); pogostejši je med vdihom.

## Vzroki
Med pogostimi vzroki za siganje je laringomalacija (zmehčanje hrustancev grla); pri otrocih povzroča laringomalacija siganje med vdihom v 50 do 75 % primerov. Mehke strukture in tkiva povzročijo zaradi ohlapnega mišičnega in hrustančnega ogrodja med vdihom pritiskajo ob steno grla in povzročajo obstrukcijo. Običajno siganje izzveni, ko otrok odraste in njegove dihalne poti otrdijo. Redkeje je vzrok siganja traheomalacija (zmehčanje hrustancev v sapniku), ki povzroči med izdihom kolabiranje sapnika, ki ga spremljata siganje in piskanje. Siganje lahko povzročijo tudi drugi vzroki: tujek, ki ovira pretok zraka po dihalnih poteh; poškodba dihalnih poti; operativni poseg vratu; vdihavanje dima; zaužitje škodljive snovi, ki poškoduje dihalne poti; krup; vnetje sapnic, nebnic ali poklopca; tumorji; paraliza glasilk ...